# منتخب تركيا تحت 21 سنة لكرة القدم
منتخب تركيا تحت 21 سنة لكرة القدم هو الممثل الرسمي لـ تركيا في بطولات كرة القدم تحت 21 سنة. يشارك الفريق في بطولة أوروبا تحت 21 لكرة القدم التي تقام كل عامين.